# Word 25 (Quedlinburg)

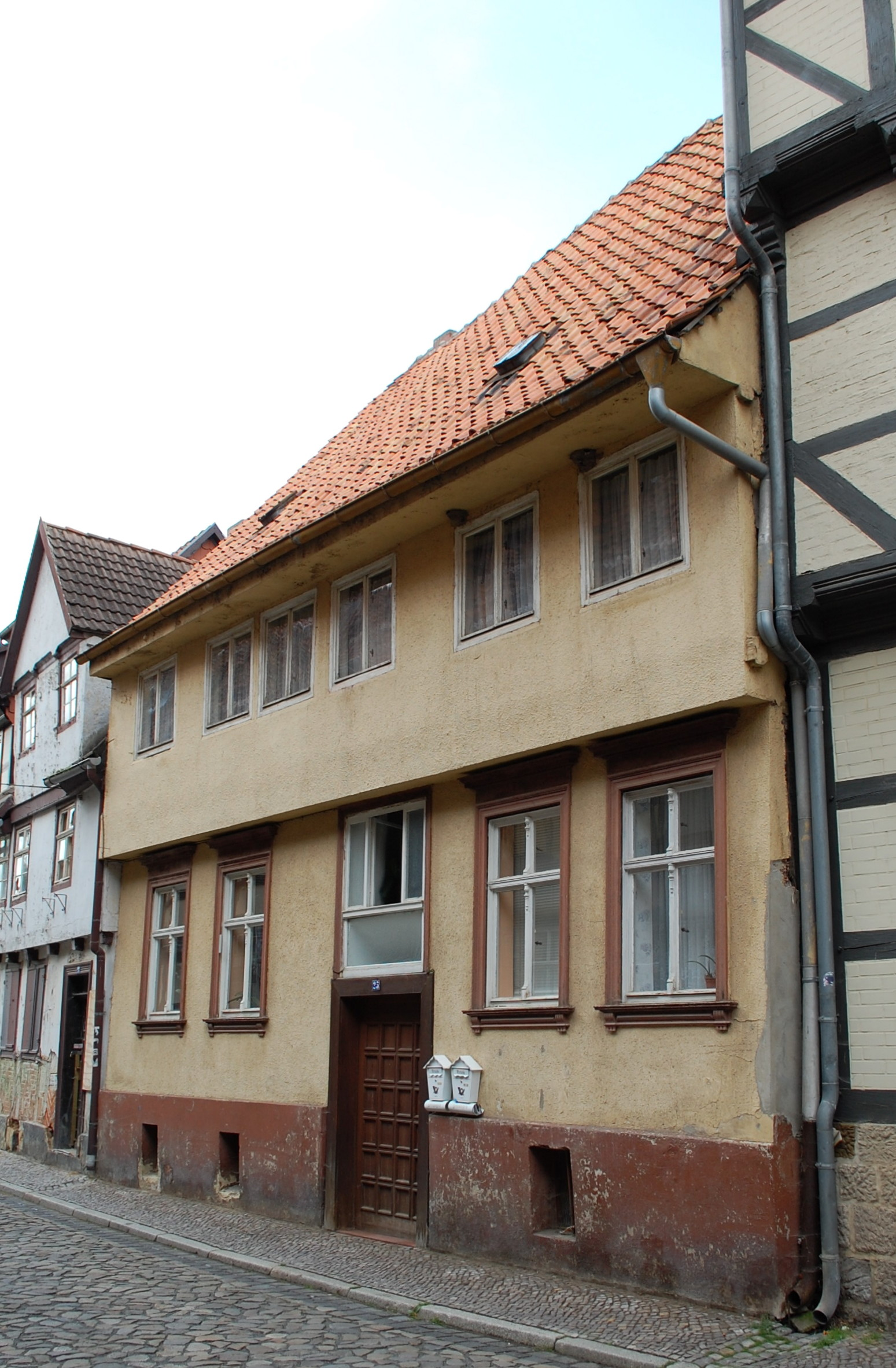
Word 25

Das Haus Word 25 ist ein denkmalgeschütztes Gebäude in der Stadt Quedlinburg in Sachsen-Anhalt.

## Lage
Das Gebäude befindet sich im südlichen Teil der historischen Quedlinburger Altstadt. Nördlich grenzt das gleichfalls denkmalgeschützte Haus Word 26, südlich das Haus Word 24 an. Das Haus ist im Quedlinburger Denkmalverzeichnis als Wohnhaus eingetragen und gehört zum UNESCO-Weltkulturerbe.

## Architektur und Geschichte
Das in Fachwerkbauweise errichtete zweigeschossige Gebäude entstand in der Zeit um das Jahr 1600. Die Fassade ist verputzt. Das obere Stockwerk kragt über. Im Obergeschoss besteht eine Fensterreihung. Das hohe Dach stammt noch aus der Bauzeit des Gebäudes.
In der zweiten Hälfte des 19. Jahrhunderts wurden Tür und Fenster neu gestaltet.